# NGC 7037
NGC 7037 је група звезда у сазвежђу Лабуд која се налази на NGC листи објеката дубоког неба.
Деклинација објекта је + 33° 44' 48" а ректасцензија 21h 10m 48,0s. Привидна величина (магнитуда) објекта NGC 7037 износи 14,6.